# Angela Dorian
DeDe Lind Reagan Wilson
Lisa Baker Connie Kreski
Victoria Vetri (née le 26 septembre 1944 à San Francisco) est un modèle de charme et une actrice américaine également connue sous le pseudonyme de Angela Dorian. Elle a été playmate de Playboy en septembre 1967 puis élue Playmate de l'Année 1968.

## Biographie
Victoria est née en Californie de parents qui étaient des immigrants italiens : son père, né en Sicile, tenait un restaurant à Los Angeles et sa mère, native de Rome s'était produite comme actrice à Broadway. Angela a suivi des cours  à la High School d'Hollywood entre 1959 et 1963 avant de poursuivre des études artistiques au City College de Los Angeles.
Elle a commencé à poser et à pratiquer comme mannequin en tant qu'adolescente. Elle chantait et dansait et à ce titre, a doublé la voix de Natalie Wood pour des chants dans le film West Side Story (1961). De cette expérience, elle fit la remarque qu'elle ne voulait pas être connue comme doublure de quelqu'un d'autre. Elle a aussi postulé pour rôle-titre du film Lolita dans l'adaptation de Stanley Kubrick, mais le rôle fut dévolu à Sue Lyon. En outre, elle écrit des poèmes et joue de la guitare.
A 23 ans, sous le pseudonyme Angela Dorian elle posa pour le magazine Playboy en tant que Miss Septembre 1967. La photo du dépliant central, prise par le photographe Curt Gunther, la montre nue allongée dans un hamac. Elle fut choisie comme Playmate de l'Année en 1968. Ce pseudonyme était inspiré du nom d'un prestigieux paquebot italien ayant fait naufrage en 1956 : l' Andrea Doria. Son dépliant central où elle est allongée nue sur un hamac, fut photographié par Carl Gunther. Elle reçut 20 000 $ en cadeaux divers comprenant une automobile American Motors AMX, une montre en or, des skis et une combinaison de ski, une garderobe complète, une caméra de cinéma, une machine à écrire, un magnétophone, une chaîne stéréo, une guitare...
Une photo nue d'elle (publiée dans le calendrier Playboy de 1970) ainsi que de ses collègues playmates Leslie Bianchini, Reagan Wilson et Cynthia Myers fut copiée et insérée par des collègues farceurs dans le livre d'instructions des astronautes de la Mission Apollo 12 (novembre 1969) concernant leurs sorties dans l'espace. Une des légendes était Seen any interesting hills & valleys ? (Avez-vous vu des collines et des vallées intéressantes ?).
Angela Dorian apparut brièvement dans le film Rosemary's Baby. Dans une des scènes, Rosemary fait la remarque qu'elle ressemble à Victoria Vetri.  En janvier 1969, elle signa un contrat pour plusieurs tournages avec Warner Seven Arts. Elle eut un rôle de premier plan dans  le film Quand les dinosaures dominaient le monde. Elle refusa de faire décolorer ses cheveux pour devenir blonde comme le réclamaient les nécessités du film, et tourna donc les scènes avec une perruque. L'éditorialiste Hy gardner la désigna comme "un nouveau sex-symbol à l'horizon d'Hollywood" en mars 1971.
Elle a à nouveau posé, photographiée par Pompeo Posar, dans Playboy en avril 1984 pour l'article Playmates Forever II proposant des photos nues d'anciennes playmates : elle avait 40 ans. Dans la biographie du général Anthony Zinni, écrite en 2004 par Tom Clancy (Battle Ready), il est rapporté que celui-ci a reçu de la part de collègues pour son 24e anniversaire, un exemplaire du numéro de septembre 1967 de Playboy, avec Angela Dorian sur le dépliant central, et l'avoir toujours conservé depuis lors comme souvenir de son engagement au Vietnam.
Elle a aussi eu de nombreux rôles à la télévision pendant les décennies 1960-1970.

## Affaire judiciaire
En 1986, Victoria épousa Bruce Rathgeb, devenant légalement Victoria Rathgeb. On ne leur connaît pas d'enfants.
Victoria Vetri a été accusée de tentative de meurtre sur la personne de son mari, après lui avoir tiré dessus à bout portant dans l'appartement d'Hollywood où ils habitaient, à la suite d'une dispute le samedi 16 octobre 2010. Elle a été arrêtée le jour même par la police et est restée en prison, à défaut de versement d'une caution de 1,53 million de dollars que le juge a refusé de revoir à la baisse. En janvier 2011, il lui a été refusé la réduction de l'accusation de tentative de meurtre et il a été ordonné son jugement sur ce chef d'inculpation. En septembre 2011, elle a admis ne pas réclamer une accusation réduite de tentative d'homicide volontaire et a été condamnée à neuf années de prison.

## Apparitions dans les numéros spéciaux dePlayboy
- Playmates - The First 15 Years (1983)
- Playmates Of The Year (Novembre-Décembre 1986)
- Pocket Playmates v1n5, 1970-1965 (1995-1996)
- Book of Lingerie (Juillet-Août 1997)
- Celebrating Centerfolds Vol. 3 (Septembre 1999)
- Centerfolds Of The Century (Avril 2000)
- Playmates of the Year (Décembre 2000)

## Filmographie
- Le Pigeon qui sauva Rome (1962)
- Les Rois du soleil (1963)
- Chuka le redoutable (1967)
- Rosemary's Baby (1968)
- The Pigeon (1969)
- Night Chase (1970)
- Quand les dinosaures dominaient le monde (1970)
- Incident in San Francisco (1971)
- L'Invasion des femmes abeilles (1973)
- Group Marriage (1973)

Lisa dans la série Au Pays des Géants saison 2 épi 23